# Vorsatz (Buchherstellung)

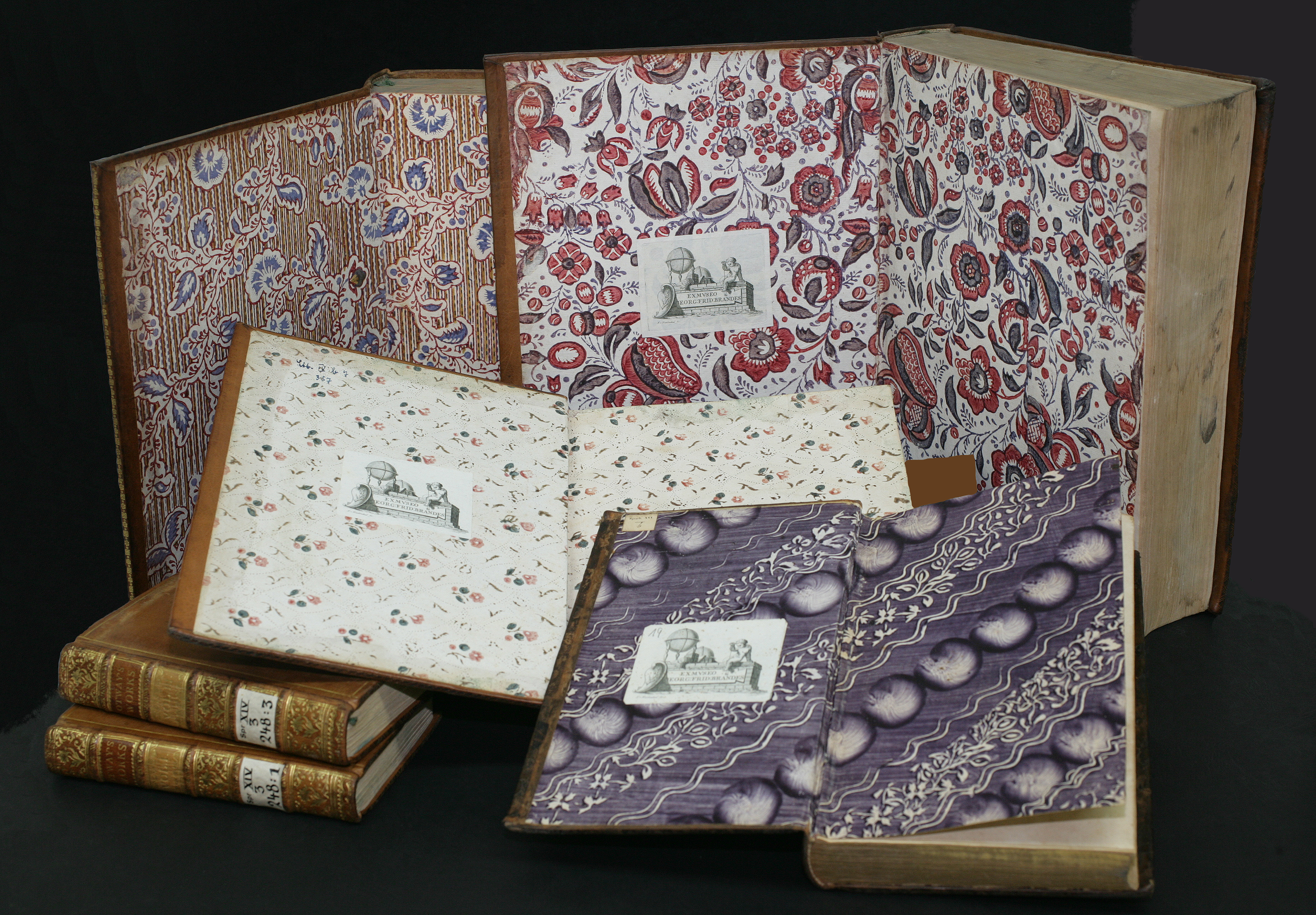
Auswahl an Vorsatzblättern

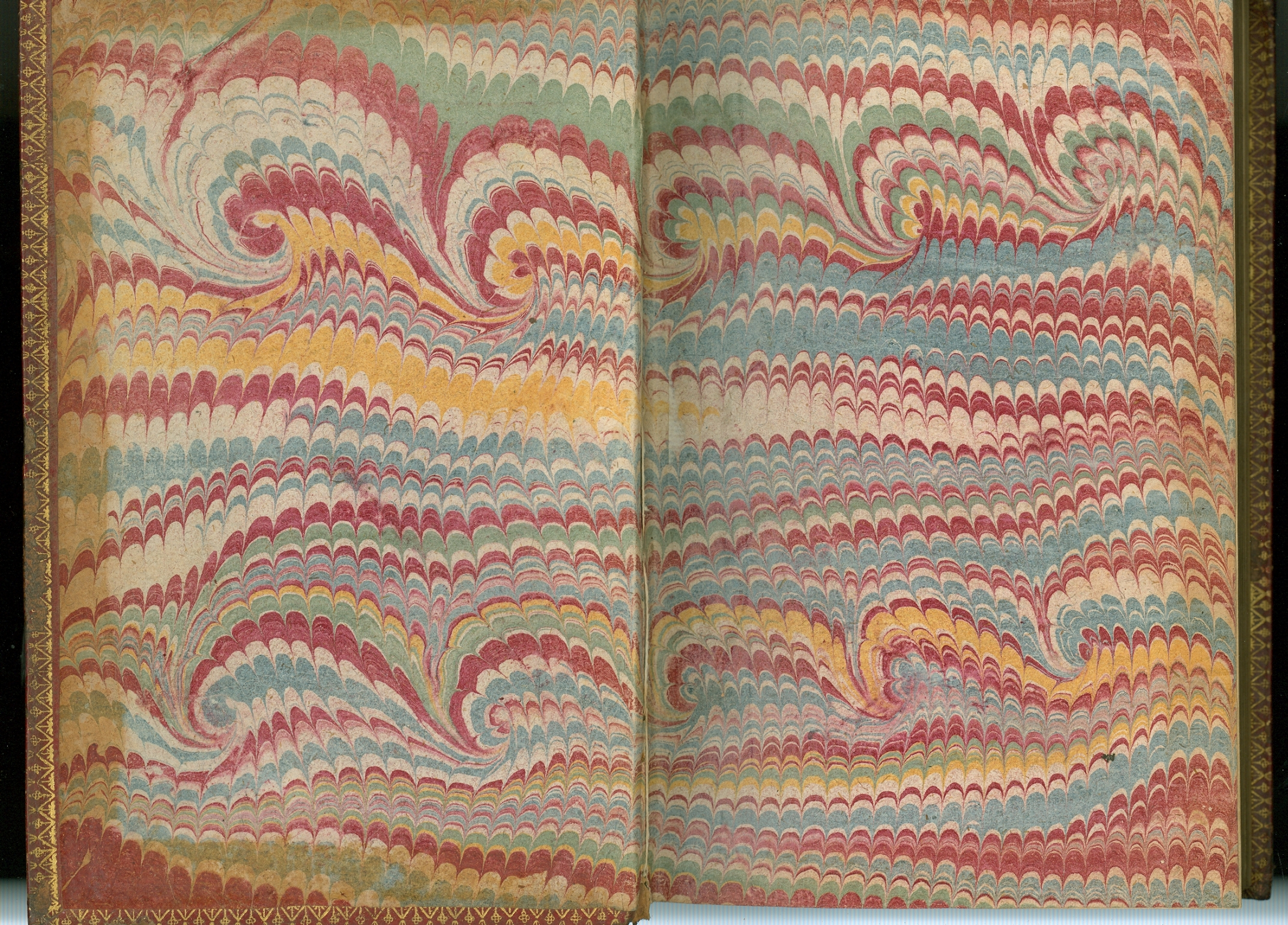
Marmoriertes Vorsatzpapier in einem Einband aus dem 18. Jahrhundert

Das Vorsatz (auch Vorsatzblatt oder Vorsatzpapier, früher auch Buchbinderblätter) eines Buchs verbindet den Buchblock vorne und hinten mit dem Buchdeckel und ähnelt optisch einer in der Mitte gefalzten Doppelseite.

## Funktion
Das Vorsatz hat in erster Linie die Aufgabe, die Einbanddecke mit dem Buchblock zu verbinden, um das Buch damit zu stabilisieren. Das Vorsatz deckt aber auch die Buchdeckel von innen ab und schützt das erste (Schmutztitelseite) und letzte Blatt des Buches.

### Aufbau

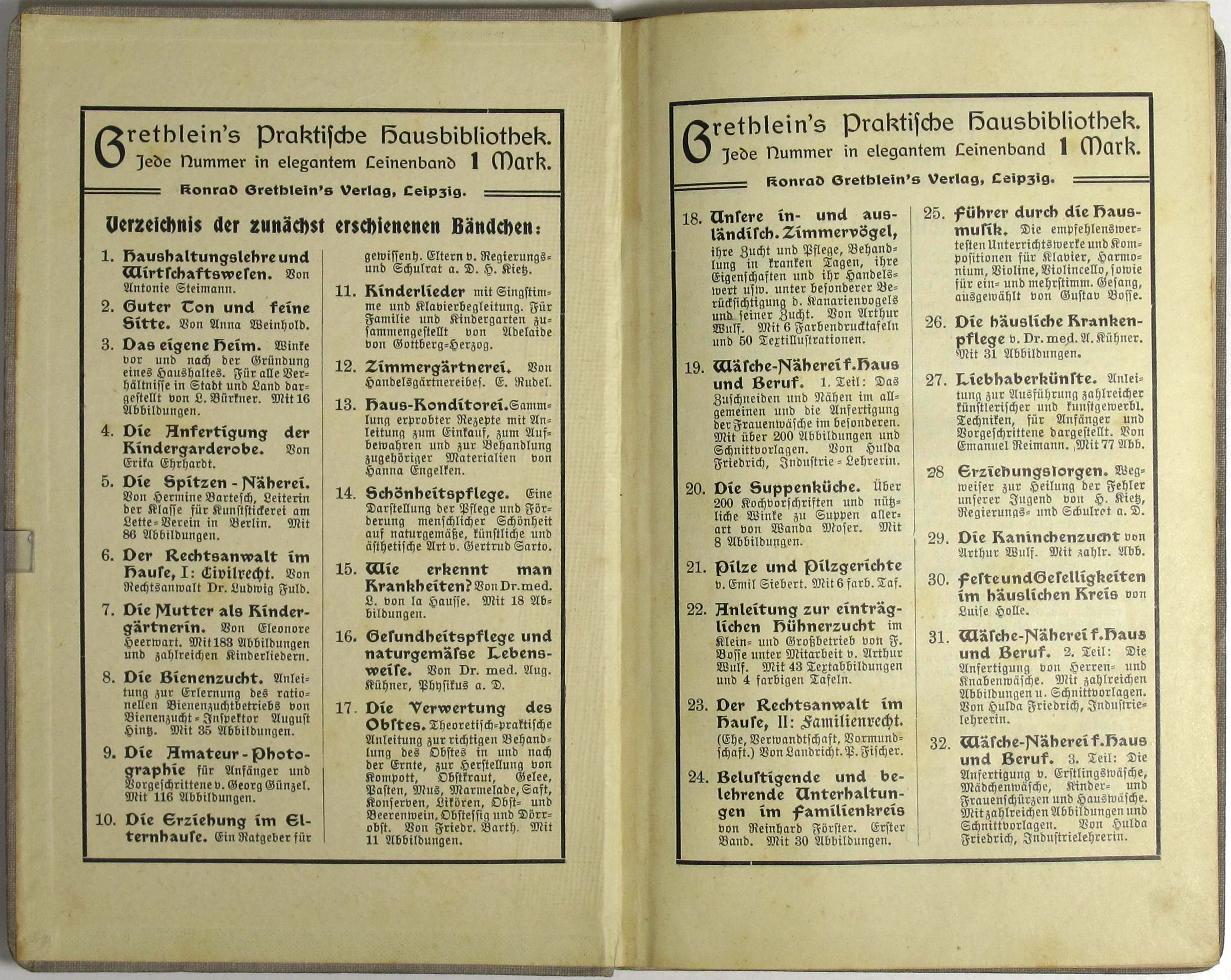
Mit Verlagswerbung bedrucktes vorderes Vorsatzpapier, links vorderer Spiegel, Konrad Grethlein’s Verlag, 1904

Ein Vorsatz besteht aus einem mittig gefalzten Doppelblatt. Die zwei Hälften des Doppelblatts nennen sich Anpappblatt (bei Vorsätzen mit sichtbarem Gewebefalz ist es der Spiegel) und Fliegendes Blatt. Das Vorsatz wird bei einem handgebundenen Buch in der Regel durch einen schmalen Falz, der den ersten Bogen umfasst, gehalten. Vereinfachte Vorsätze sind mittels eines Falzstreifens an der ersten bzw. letzten Lage des Buchblocks verbunden. Moderne industrielle Buchprodukte, besonders die Softcovervariante, weisen wegen der fortgeschrittenen Vereinfachung oft kein Vorsatzblatt mehr auf.

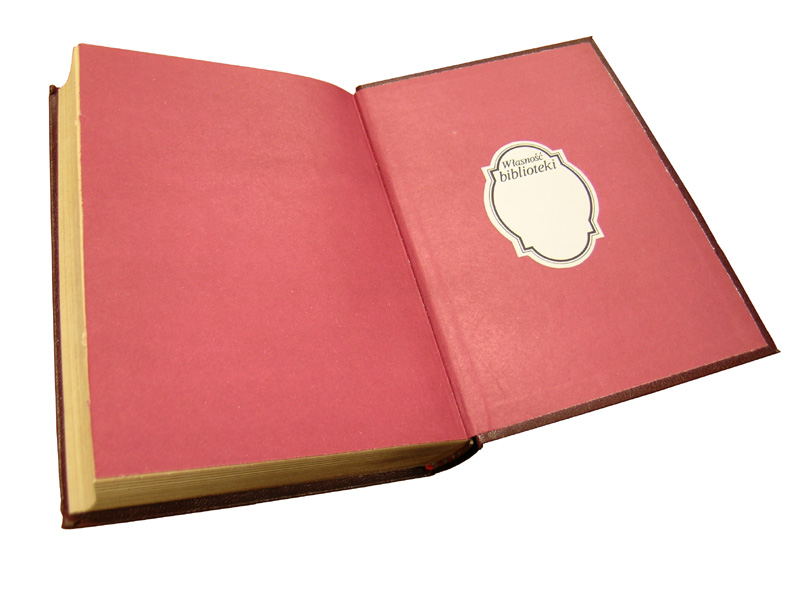
Hinteres Vorsatz, rechts das Anpappblatt, links das Fliegende Blatt

- Das Anpappblatt ist der Teil des Vorsatzpapierbogens, der an die innere Seite des Buchdeckels geklebt wird. Es wird auch als Einbandspiegel, Spiegelblatt oder Spiegel bezeichnet.
- Als Fliegendes Blatt (auch Fliegendes Vorsatz) bezeichnet man die andere, lose Hälfte des Vorsatzes, die dem Schmutztitel vorangestellt ist und somit, da nicht Teil des Buchblocks, bei der Paginierung unberücksichtigt bleibt.

Für spezielle Einbandarten gibt es auch verschiedene Vorsatzarten, welche die Besonderheiten der entsprechenden Einbandart berücksichtigen. So verlangen Sprungrückenbuch, Franzband oder der dänische Millimeterband nach speziellen Vorsatzvarianten. Das oben beschriebene doppelte Vorsatz ist das Standardvorsatz, das für die meisten Bücher eingesetzt wird. Als Faustregel gilt: Je bibliophiler ein Werk ist, desto umfangreicher ist auch das Vorsatz konstruiert.

### Qualität und Ausstattung des Papiers
Bei Blättern eines Buchs wird das Vorsatz besonders im Falzbereich belastet. Aus diesem Grund wird für das Vorsatz ein kräftiges, reißfestes Papier mit hoher Opazität gewählt. Meist wird Naturpapier oder geripptes Papier verwendet, welches ein Flächengewicht zwischen 100 und 130 g/m² hat.
Zuweilen erhält das Vorsatzpapier eine eigene Farbe oder/und wird bedruckt, zum Beispiel mit geographischen Karten oder anderen, zum Buch bzw. Inhalt passenden Bildern, Graphiken oder Zeichnungen. Im 18. und 19. Jahrhundert wurden für das Vorsatz oft Marmor- und seltener auch Moiré-Papiere benutzt. In der Gegenwart finden ähnlich oder anders gemusterte Papiere für das Vorsatz nur noch bei besonders hochwertigen, meist handgebundenen Büchern Verwendung.